# Hattonchâtel
Hattonchâtel is een plaats in het Franse departement Meuse en sinds 1973 deel van de gemeente Vigneulles-lès-Hattonchâtel.

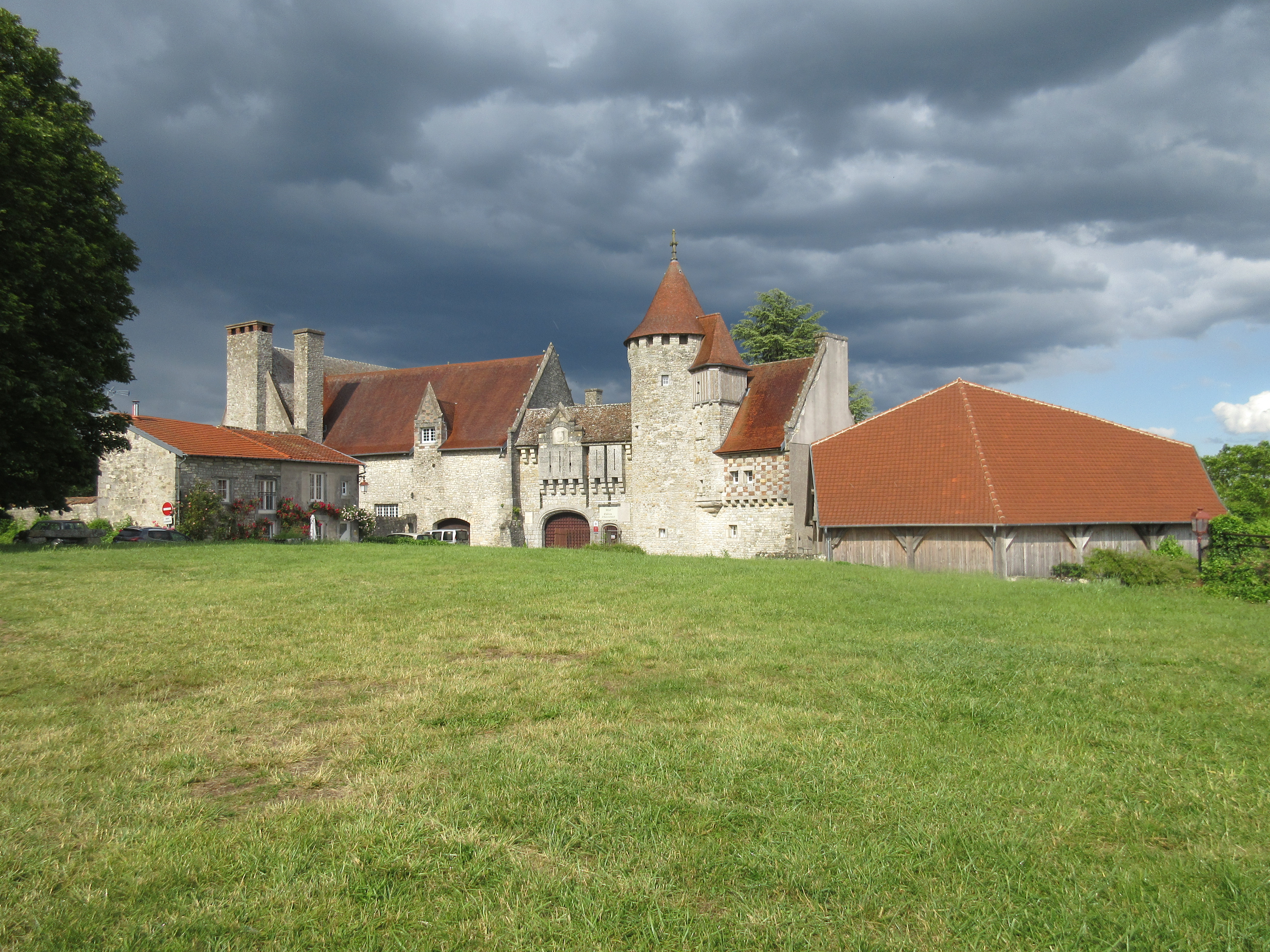
Het kasteel van Hattonchâtel

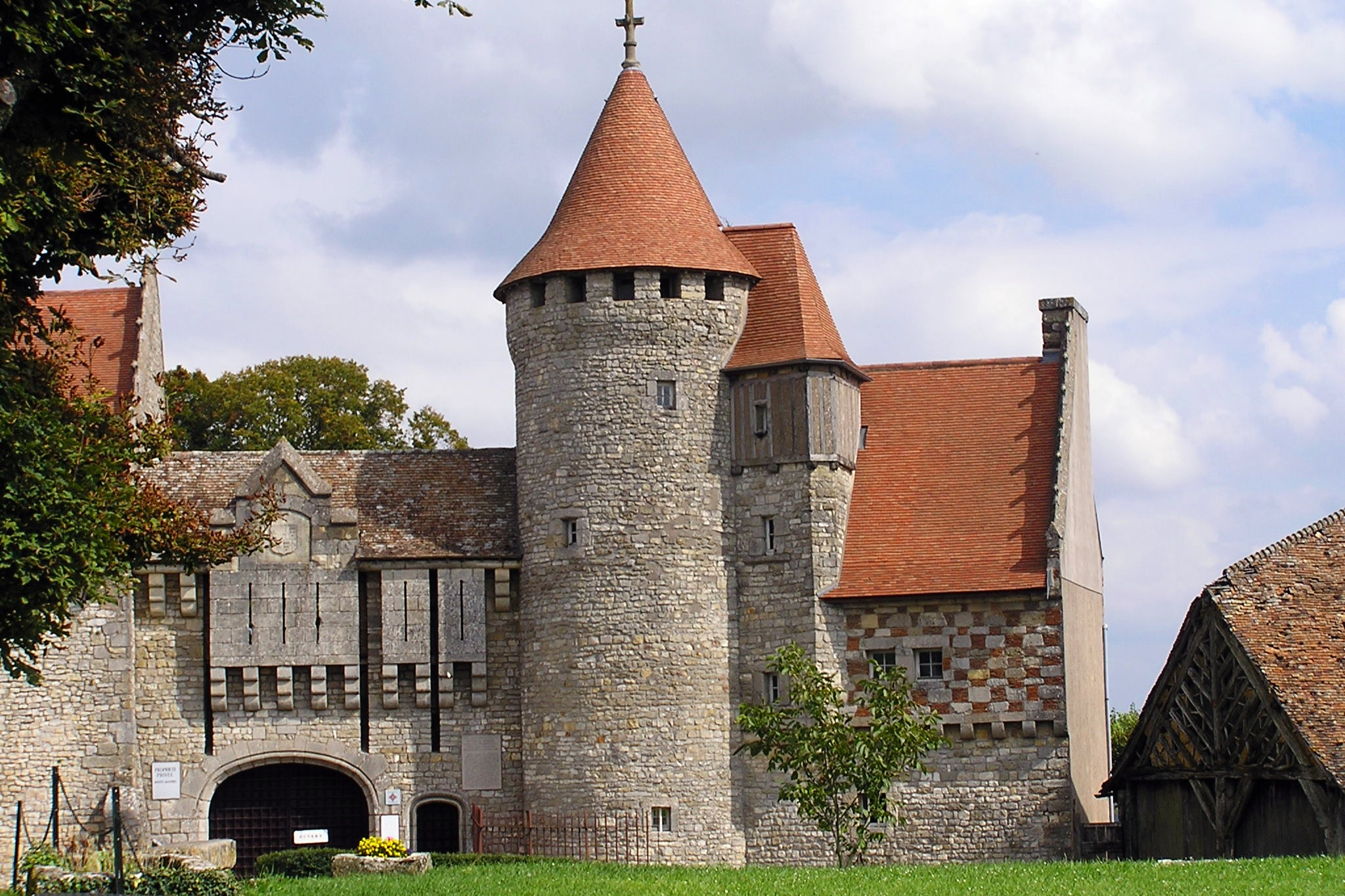
Het kasteel van Hattonchâtel

Billy-sous-les-Côtes · Creuë · Hattonchâtel · Hattonville · Saint-Benoît-en-Woëvre · Viéville-sous-les-Côtes · Vigneulles-lès-Hattonchâtel